# Joran

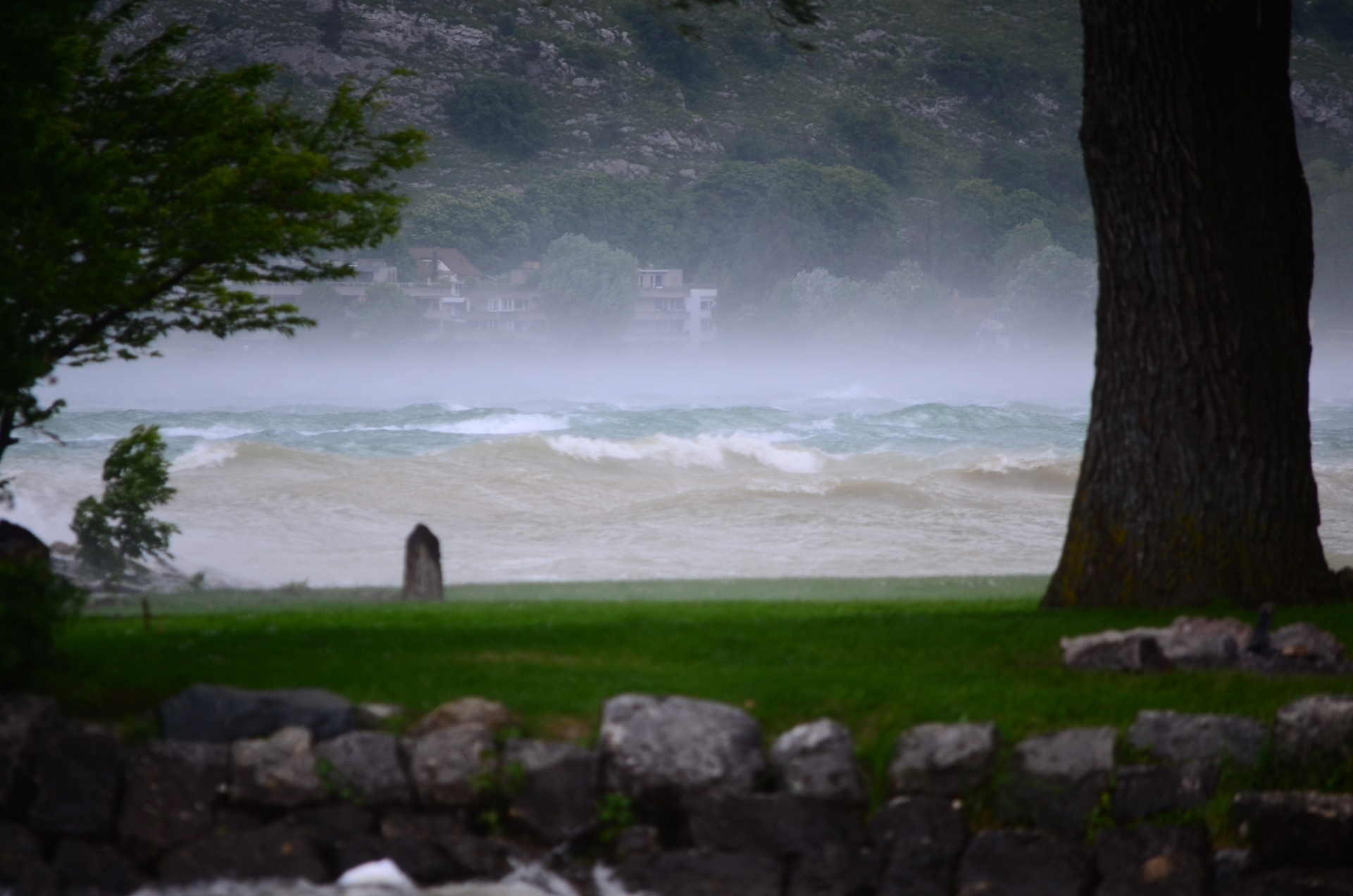
Poryvy větru o síle hurikánu na Bielském jezeře.

Joran [ʒɔ.ʁɑ̃], popřípadě juran [ʒy.ʁɑ̃], je jméno horského studeného větru vanoucího ze severozápadu přes pohoří Jury. Je chladný a nárazovitý. Působení joranu postihuje oblast od Ženevy po Grenchen, ta zahrnuje i oblast Ženevského, Neuchâtelského a Bielského jezera.
Bouët rozlišuje dva rozdílné typy joranů vznikajících z různých příčin:
- joran dynamický (též joran studené fronty, francouzsky ‹Le Joran de front froid›) vzniká, když se oblast nízkého tlaku vzduchu přesouvá od severu z Francie přes region Franche-Comté a musí stoupat přes pohoří Jury. Tato povětrnostní situace nastává většinou, když nad severním Španělskem leží oblast vysokého tlaku vzduchu, nebo z oblasti Skotska zasahuje do jižní Evropy brázda nízkého tlaku vzduchu.
- joran statický (též francouzsky ‹Le Joran d'orage›) je katabatický padavý vítr, který je pozorován většinou v podvečer mezi květnem a červencem. Podmínky vedoucí ke statickému joranu jsou zatím jen málo prozkoumány. Patrně jsou způsobeny v rozdílných hodnotách teploty a tlaku vzduchu mezi severním a jižním úpatím Jury. Zejména rozdíl teploty vzduchu mezi hřbetem a úpatím má vliv na rychlost nárazů větru a na rychlost větru vůbec. Na rozdíl teplot má vliv zastínění svahů Jury při západu slunce, ale též oblaky a oblačnost.